# Partit Demòcrata (Corea del Sud, 1991)
El Partit Demòcrata (en coreà 민주당; RR: Minjudang; PD) va ser un partit liberal de Corea del Sud.

## Història
El partit es va formar el 16 de setembre de 1991 a partir de la fusió del Nou Partit Demòcrata Unit de Kim Dae-jung i del Partit Demòcrata de Lee Ki-taek, sent escollits ambdós líders com a copresidents. El nou PD aconseguiria la segona posició a les eleccions legislatives de 1992, esdevenint principal força d'oposició. A finals d'any, Kim Dae-jung seria el candidat del PD per a les eleccions presidencials de 1992, sent derrotat pel seu ex-company de partit Kim Young-sam. Com a conseqüència, Kim Dae-jung presentaria la seva renúncia com a copresident, retirant-se temporalment de la política. Lee Ki-taek sería així escollit únic president l'11 de març de 1993.
El partit aconseguiria la victòria a les eleccions locals de 1995, superant al governant Partit Liberal Demòcrata, però aviat el PD patiria una forta crisi interna amb el retorn a la política de Kim Dae-jung, el qual formaria el nou Congrés Nacional per a la Nova Política. Debilitats per la marxa de la facció de Kim Dae-jung, el PD prendria la decisió de fusionar-se amb el minoritari Partit de la Nova Reforma per generar el Partit Demòcrata Unit.

## Resultats electorals

### Eleccions Presidencials
| Any  | Candidat     | Vots      | %           | Resultat |
| ---- | ------------ | --------- | ----------- | -------- |
| 1992 | Kim Dae-jung | 8,041,284 | 29,17 / 100 | Derrota  |

### Eleccions Legislatives
| Any  | Líder                        | Vots      | %    | Escons   | Escons  | Escons   | Pos. | Govern   |
| Any  | Líder                        | Vots      | %    | Circum.  | Llista  | Total    | Pos. | Govern   |
| ---- | ---------------------------- | --------- | ---- | -------- | ------- | -------- | ---- | -------- |
| 1992 | - Kim Dae-jung - Lee Ki-taek | 6,004,578 | 29.2 | 75 / 237 | 22 / 62 | 97 / 299 | 2n   | Oposició |

### Eleccions Locals
| Any  | Líder       | Governadors | R. provincials | Alcaldes |
| ---- | ----------- | ----------- | -------------- | -------- |
| 1995 | Lee Ki-taek | 4 / 15      | 390 / 970      | 84 / 230 |